# I Can Tell
I Can Tell è un album di John P. Hammond (accreditato come John Hammond), pubblicato dalla Atlantic Records nel 1967. Il disco fu registrato il 12 maggio del 1967.

## Tracce
Lato A
1. I Wish You Would – 2:56 (Billy Arnold)
2. I'm in the Mood – 3:08 (Bernard Besman, John Lee Hooker)
3. I Can Tell – 3:20 (Samuel Smith)
4. Spoonful – 2:45 (Willie Dixon)
5. Coming Home – 2:20 (Elmore James)
6. My Baby Is Sweeter – 2:58 (Willie Dixon)

Durata totale: 17:27
Lato B
1. Brown Eyed Handsome Man – 2:18 (Chuck Berry)
2. Smokestack Lightning – 2:43 (Chester Burnett)
3. Five Long Years – 3:55 (John Lee Hooker)
4. You're so Fine – 2:34 (Walter Jacobs)
5. Going to New York – 1:52 (Mary Lee Reed)
6. Forty Days and Forty Nights – 4:30 (Bernard Roth)

Durata totale: 17:52
Edizione CD del 1992, pubblicato dalla Atlantic Records
1. I Wish You Would – 3:01 (Billy Arnold)
2. I'm in the Mood – 3:19 (Bernard Besman, John Lee Hooker)
3. I Can Tell – 3:24 (Samuel Smith)
4. Spoonful – 2:54 (Willie Dixon)
5. Coming Home – 2:26 (Elmore James)
6. My Baby Is Sweeter – 3:04 (Willie Dixon)
7. Brown Eyed Handsome Man – 2:19 (Chuck Berry)
8. Smokestack Lightning – 2:48 (Chester Burnett)
9. Five Long Years – 3:58 (John Lee Hooker)
10. You're so Fine – 2:39 (Walter Jacobs)
11. Going to New York – 1:57 (Mary Lee Reed)
12. Forty Days and Forty Nights – 4:39 (Bernard Roth)
13. Shake for Me – 2:44 (Willie Dixon) – Bonus Track
14. Cryin' for My Baby – 2:42 (Harrold Burrage) – Bonus Track
15. I'm Leavin' You – 3:23 (Chester Burnett) – Bonus Track
16. You'll Be Mine – 2:39 (Willie Dixon) – Bonus Track

Durata totale: 47:56

## Musicisti
- John P. Hammond - chitarra, armonica, voce
- Robbie Robertson - chitarra (eccetto brani CD nr.: 13,14,15 e 16)
- Bill Wyman - basso (brani: I Wish You Would e I Can Tell)
- Jimmy Lewis - basso (brano: I'm in the Mood)
- Rick Danko - basso (brani: A4, A5, A6, B1, B2, B3, B4, B5 e B6/brani CD nr.: 4,5,6,7,8,9,10,11 e 12)
- David Hood - basso (solo nei brani CD nr.: 13,14,15 e 16)
- Charles Otis - batteria (brani: A1,A2,A3,A4,A5,A6,B1,B2,B3,B4,B5 e B6/brani CD nr.: 1,2,3,4,5,6,7,8,9,10,11 e 12)
- Roger Hawkins - batteria (brani CD nr: 13,14,15 e 16)
- Artie Butler - pianoforte (brano: Brown Eyed Handsome Man)
- Duane Allman - chitarra (brani CD nr.: 13,14,15 e 16)
- Eddie Hinton - chitarra (brani CD nr.: 13,14,15 e 16)
- Gene Bowlegs Miller - tromba (brano: I'm Leavin' You)
- Ed Logan - sassofono tenore, sassofono baritono (brano: I'm Leavin' You)
- Joe Arnold - sassofono tenore (brano: I'm Leavin' You)
- Lewis Collins - sassofono tenore (brano: I'm Leavin' You)
- James Mitchell - sassofono baritono (brano: I'm Leavin' You)[1]